# Virgin Gorda
Virgin Gorda (anglès) o Virgen Gorda (castellà) és la tercera illa de major superfície (després de Tortola i Anegada) de les Illes Verges Britàniques, cobreix una àrea de 21 km² i la seva principal localitat és Spanish Town al sud-oest de l'illa.
Cristòfol Colom li va donar aquest nom en el seu segon viatge per la forma particular del seu territori. Una inusual formació geològica coneguda com a "The Baths" (literalment "els banys") localitzada en el sud de l'illa, fa de Verge Grossa un dels destins turístics preferits. Els banys i les platges mostren proves dels orígens volcànics de les illes, i aquesta illa a més compta per al transport aeri amb un aeroport anomenat aeroport de Virgin Gorda.